# 槻木町 (池田市)
槻木町（つきのきちょう）は、大阪府池田市にある地名である。丁番をもたない単独町名である。郵便番号は 563-0057 である。当地域の人口は、2017年12月末時点で 1,236 人である（池田市市民生活部総合窓口課の資料による）。面積は、2018年3月末時点で 0.062 平方キロメートルである（池田市市長公室広聴文書課の資料による）。

## 地理
池田市の西端部に位置する。北は、西本町、栄本町と接しており、東は、栄町と接している。南は、室町と接しており、西は、兵庫県川西市と接している。当地域は、池田市立池田小学校、および池田市立池田中学校の校区に含まれる。当地域の西端を猪名川が流れている。当地域の東部に国道176号が通っており、南部には阪急宝塚本線が通っている。施設には、槻木町第1公園、五月湯などがある。

## 歴史
2番地に当たる場所の付近に、呉織と漢織が葬られたとされる塚が存在し、「くれむろ」「あやむろ」と呼ばれた。後年になって、それらが「梅室」「姫室」と呼称されるようになった。この「姫室」は、市内にある姫室町の地名の由来となっている。1746年（延享3年）の『池田村絵図』によると、当地域は「月ノ木町」と表記されている。1762年（宝暦12年）の絵図には、「槻木町」の表記が確認できる。俳人、井上稲丸が宝相庵（現在の源立寺）にしばらくの間住んでいたことから、1809年（文化6年）に稲丸塚が建立された。
1866年（慶応2年）6月、実業家の田村駒治郎が池田村槻木に生まれる。1910年（明治43年）3月10日に箕面有馬電気軌道（現在の阪急電鉄）の宝塚線および箕面支線の営業が開始された際、その祝賀会が2番地で開催された。2番地には、同社の池田車庫があり、1970年（昭和45年）に廃止されるまで長く使用された。同地には、後に阪急池田ゴルフ練習場や池田阪急テニスコートなどが開設された。1994年（平成6年）4月27日には、阪急池田ゴルフ練習場がリニューアルして開設されている。阪急池田ゴルフ練習場および池田阪急テニスコートの跡地が、2005年（平成17年）に阪急不動産（現在の阪急阪神不動産）に譲渡され、マンション「ジオ・パークスクエア池田」などが建設される。